# 벤자니 음와루와리
벤저민 "벤자니" 음와루와리(쇼나어·영어: Benjamin "Benjani" Mwaruwari, 1978년 8월 13일 ~ )는 짐바브웨의 은퇴한 축구 선수로, 현역 시절 포지션은 공격수이다.
그는 짐바브웨의 불라와요에서 말라위계 아버지와 짐바브웨인 어머니 사이에서 태어나 국적은 자신이 태어나고 자란 짐바브웨를 선택하였다. 남아프리카 공화국의 조모 코스모스에서 활약해 2001년 스위스의 명문 클럽 그라스호퍼로 임대 이적하였다. 하지만, 25경기 1득점에 그쳐 아프리카로 복귀하기 직전에 프랑스 AJ 오세르의 베테랑 감독 기 루에게 발굴되어 오세르로 이적하였다. 처음에는 팀의 공격수 지브릴 시세의 대기 선수 역할에 지나지 않았지만, 시세의 부상으로 찾아온 기회를 살려 골을 연발시켰다. UEFA 챔피언스리그 2002-03 조별 리그에서는 보루시아 도르트문트를 상대로 골을 넣어 짐바브웨인으로선 처음으로 챔피언스리그에서 골을 넣었다.
2006년 1월 옥세르에서 프리미어리그의 포츠머스 FC로 이적하였고, 짐바브웨 선수로선 전 리버풀 FC 골키퍼 브루스 그로벨라와 전 버밍엄 시티 FC 공격수 피터 은들로부의 뒤를 이어 세 번째로 프리미어리그에 진출하였다.
한편, 짐바브웨 축구 국가대표팀에선 1999년부터 뛰기 시작해 2006년 아프리카 네이션스컵에서 팀의 주장으로 뛰었다. 2008년 1월 맨체스터 시티 FC와 2년 반의 계약을 맺었다. 2010년 2월 1일에 선덜랜드 AFC로 임대했다. 2010년 6월 8일, 계약이 마감되어 팀을 떠났다. 이후 블랙번 로버스 FC, 포츠머스 FC에서 각각 1시즌간 활약했다가 2013년에 남아공의 치파 유나이티드로 이적했다.